# Portaavions Hōshō
El portaavions Hōshō (japonès: 鳳翔, fènix volador) va ser el primer portaavions de la història, dissenyat des d'un origen com a tal, en entrar en el servei actiu. Tot i que el HMS Hermes britànic es dissenyà i s'inicià el 1918, avarant-se el 1919, no va entrar en servei fins al 1923.
El Hōshō encara es basava en el disseny d'un creuer, però no es tractava simplement d'una conversió. Sent el primer del seu tipus en entrar en servei, va ser intensament usat per desenvolupar els mètodes i tàctiques necessaris per fer servir aquest nou tipus d'arma durant la dècada dels 20.
La coberta de vol estava lleugerament inclinada cap a baix a la proa, per així facilitar l'enlairament dels avions. El pont estava ubicat a estribord, on també tenien la sortida les 3 xemeneies del vaixell, que podien abatre's a una posició horitzontal durant les operacions d'enlairament i apontatge. Després de diverses proves s'eliminà el pont de comandament, deixant la pista de vol completament lliure.
Serví a la batalla de Shangai de 1932, en la que els seus aparells van bombardejar la ciutat, i als inicis de la Segona Guerra Sinojaponesa. A l'inici de la Segona Guerra Mundial, el Hōshō ja havia quedat superat per altres unitats en actiu, doncs era massa petit i lent per donar cabuda als nous tipus d'avions embarcats, com el Mitsubishi A6M. De tota manera, entrà en combat durant la batalla de Midway, oferint un modest suport aeri a la flota principal.
S'intentà allargar i eixamplar la seva coberta de vol, però les parts suspeses fora del buc minvaven la seva estabilitat i, per tant, la seva capacitat per travessar l'oceà, i finalment va quedar relegat a tasques d'entrenament sense allunyar-se gaire de les costes japoneses des de 1943.
Després de la guerra es va fer servir per repatriar personal japonès fins a juny de 1946, sent desballestat el 1947. El Hōshō va ser un dels 4 portaavions japonesos que van sobreviure a la guerra i, en el moment del seu desballestament, irònicament va ser al mateix temps el primer i el darrer portaavions japonès.
Grup aeri del Hōshō: 
- 1932: 9 caces A1N1 (Tipo 3), 3 bombarders B1M2 (Tipus 13), 3 avions de reconeixement C1M (Tipus 10) (15 avions en total)
- 1937: 9 caces A4N1 (Tipus 95), 6 bombarders B3Y1 (Tipus 92) (15 en total)
- 1941: 11 caces A5M4 'Claude', 8 bombarders B4Y1 'Jean' (19 en total)
- 1942: 8 bombarders B5N2 'Kate' (8 en total)